# 天に星、地に花
「天に星、地に花」（てんにほし、ちにはな）は、薬師丸ひろ子初の12インチ・シングル。1985年9月6日に発売された。発売元はEASTWORLD / 東芝EMI (現・EMIミュージック・ジャパン)。規格品番は、T12-1092。

## 概要
A面は2枚目のアルバム『夢十話』収録曲の新たなミックスを施したロングバージョンを収録し、B面は前シングル「あなたを・もっと・知りたくて」のリミックスバージョンと、そのカラオケという構成になっている。
本作に収録された「天に星. 地に花.」のニュー リミックス ロング バージョンは、アルバム未収録となっている。(2023年9月現在)
「あなたを・もっと・知りたくて」ニュー リミックスは、ベスト・アルバム『SENTENCE〜セ・ン・テ・ン・ス〜』に収録された。

## タイトル表記
12インチ・シングル全体としてのタイトルは、ジャケット、帯、レーベル面等の記載では読点を用いた「天に星、地に花」と表記され、A面曲のタイトルはピリオドを用いた「天に星. 地に花.」となっている為、当ページの記述もそれに準じたものとしている。

## 収録曲
全曲作詞：松本隆、作曲：筒美京平
1. 天に星. 地に花.（ニュー リミックス ロング バージョン）
編曲：新川博
2. あなたを・もっと・知りたくて（ニュー リミックス）
編曲：武部聡志
3. あなたを・もっと・知りたくて（オリジナル カラオケ）

## 関連作品
- 『夢十話』 – 「天に星. 地に花.」収録。
- 『SENTENCE〜セ・ン・テ・ン・ス〜』 – あなたを・もっと・知りたくて (ニュー リミックス) 収録。
- 『歌物語』 – 「天に星. 地に花.」「あなたを・もっと・知りたくて」収録。
- 『GOLDEN☆BEST 薬師丸ひろ子』 – 「天に星. 地に花.」「あなたを・もっと・知りたくて」収録。

## 参考資料
- 天に星　地に花　人に愛　～　高山樗牛 – 魂をアツくさせる名言・格言集
- 松本隆 ( まつもとたかし ) – 昭和ポップスの世界
- 大御所ズラリ、薬師丸ひろ子30周年記念の自選ベスト – 音楽ナタリー
- 薬師丸ひろ子「夢十話」切り拓いたワン・アンド・オンリーの道 – Re:minder